# La Rochette, Savoie
La Rochette este o comună în departamentul Savoie din sud-estul Franței. În 2009 avea o populație de 3.431 de locuitori.

## Evoluția populației
| An        | 1975  | 1982  | 1990  | 1999  | 2006  | 2009  |
| --------- | ----- | ----- | ----- | ----- | ----- | ----- |
| Populație | 3.078 | 3.190 | 3.124 | 3.098 | 3.221 | 3.431 |